# 엠제이비
엠제이비는 에탄올플랜트, 선박용 크레인 등 엔지니어링 사업부문과 탄산가스 생산을 주 사업으로 영위하는 회사이다. 2000년 설립되어 2005년 코스닥 시장에 상장되었다.
에탄올플랜트는 설계부터 시공, 유지보수 업무까지 전 공정을 수행하고 있다. 매출 구성은 플랜트 80%, 탄산가스 20%로 이루어진다.

## 테마주
증시에서는 2015년 가격제한폭 확대 후 크게 상승하기 시작하여 슈넬생명과학, 지엠피, 케이디건설 등과 함께 동전주 테마로 분류된다. 당해 7월에는 20거래일도 안돼 2배 가까이 상승하는 급등세를 보였다. 이는 실적과는 무관하게 순전히 테마에 의한 급등인 셈이다.

## 같이 보기
- 동전주
- 동전주 테마

## 참고 문헌
- 와이즈에프엔